# Hans Laugesen
 Der er for få eller ingen kildehenvisninger i denne artikel, hvilket er et problem. Du kan hjælpe ved at angive troværdige kilder til de påstande, som fremføres i artiklen.

Hans Laugesen (født 1530 i Ribe – død 16. august 1594 sammesteds) var en dansk biskop.

## Liv og karriere
Hans blev født i Ribe hvor hans far, Lauge Steffensen var rådmand (d. 1554); moderen Mette skal efter sigende have været en borgmesterdatter fra Varde.
Efter at have gået i Ribe skole tog Hans Laugesen til København, hvor han studerede under dr. Niels Hemmingsen. Ved en lejlighed har han her holdt en i håndskrift endnu bevaret latinsk tale om sin fødeby.
I 1552 rejste han til Wittenberg hvor han studerede nogle år. Efter at have taget magistergraden dér rejste han hjem i 1555 og blev straks efter sin hjemkomst til Ribe lektor ved domkirken og præst i Vester Vedsted, senere tillige kannik.
Laugensen blev i 1569 biskop for Ribe, selvom han havde forsøgt at undgå valget, da han ikke vurderede sine egne evner højt.

### Eftermæle
Hans Laugensen skulle eftersigende have været en vennesæl og retsindig mand; men hans bispevirksomhed har ikke efterladt sig betydelige spor. I 1588 betegnes han af en fremmed der kom til Ribe som En from gammel mand.

## Familie
Laugensen blev den 17. oktober 1557 i Ribe gift med Dorothea, datter af biskop Hans Tausen i Ribe.
Hans hustru levede frem til 1601. 2 af deres af 3 børn var døde før faderen, dog ikke datteren Mette, der var gift med historikeren Anders Sørensen Vedel.